# Sonceboz-Sombeval
Sonceboz-Sombeval (toponimo francese) è un comune svizzero di 1 944 abitanti del Canton Berna, nella regione del Giura Bernese (circondario del Giura Bernese).

## Geografia fisica
Sonceboz-Sombeval è collegato a Tavannes attraverso il Col de Pierre Pertuis.

## Storia
Il comune di Sonceboz-Sombeval è stato istituito nel 1838.

## Monumenti e luoghi d'interesse

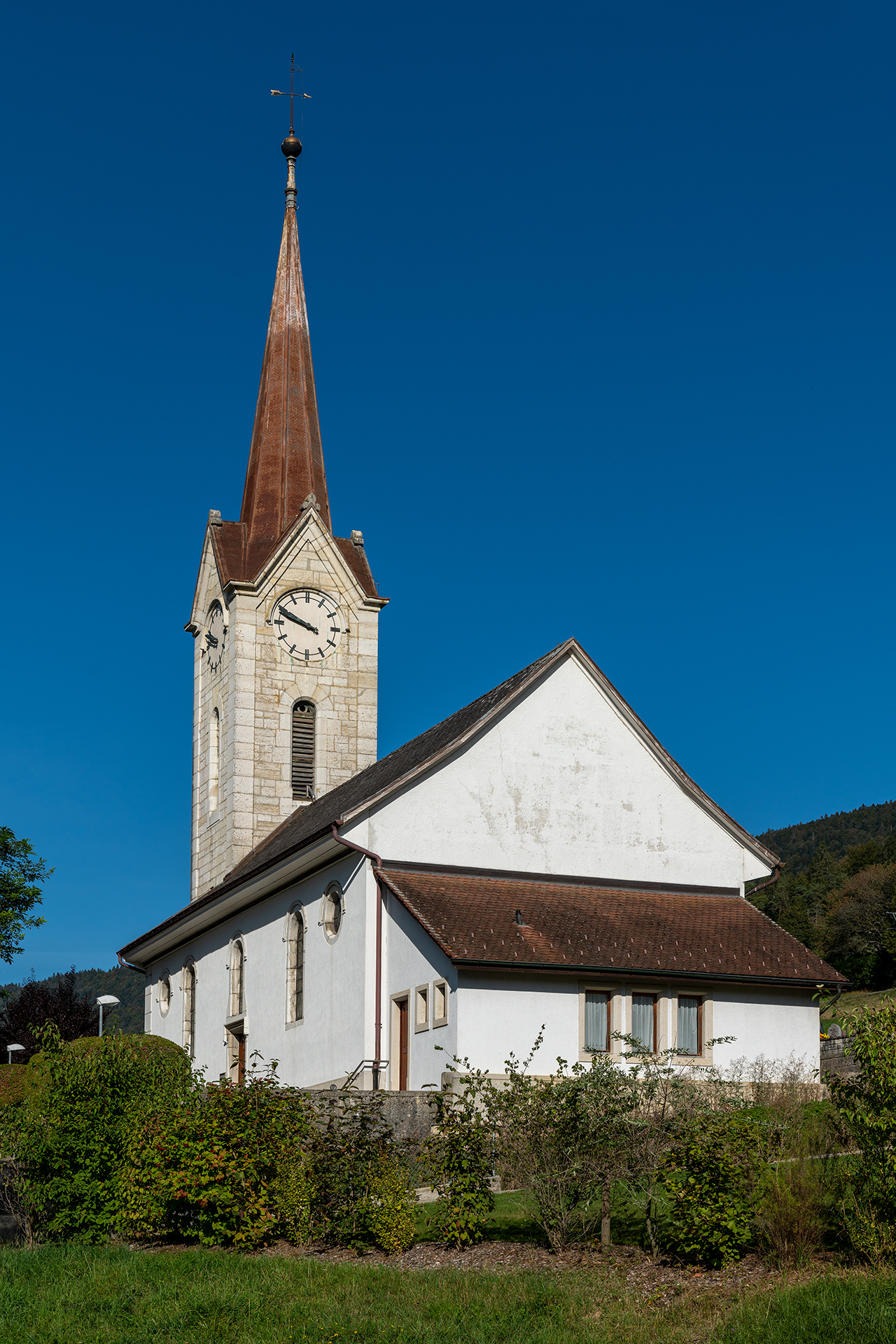
La chiesa riformata

- Chiesa riformata (già di Sant'Agata), eretta nel XIII secolo e ricostruita nel 1737 e nel 1866[1].

## Società

### Evoluzione demografica
L'evoluzione demografica è riportata nella seguente tabella:
Abitanti censiti

## Infrastrutture e trasporti

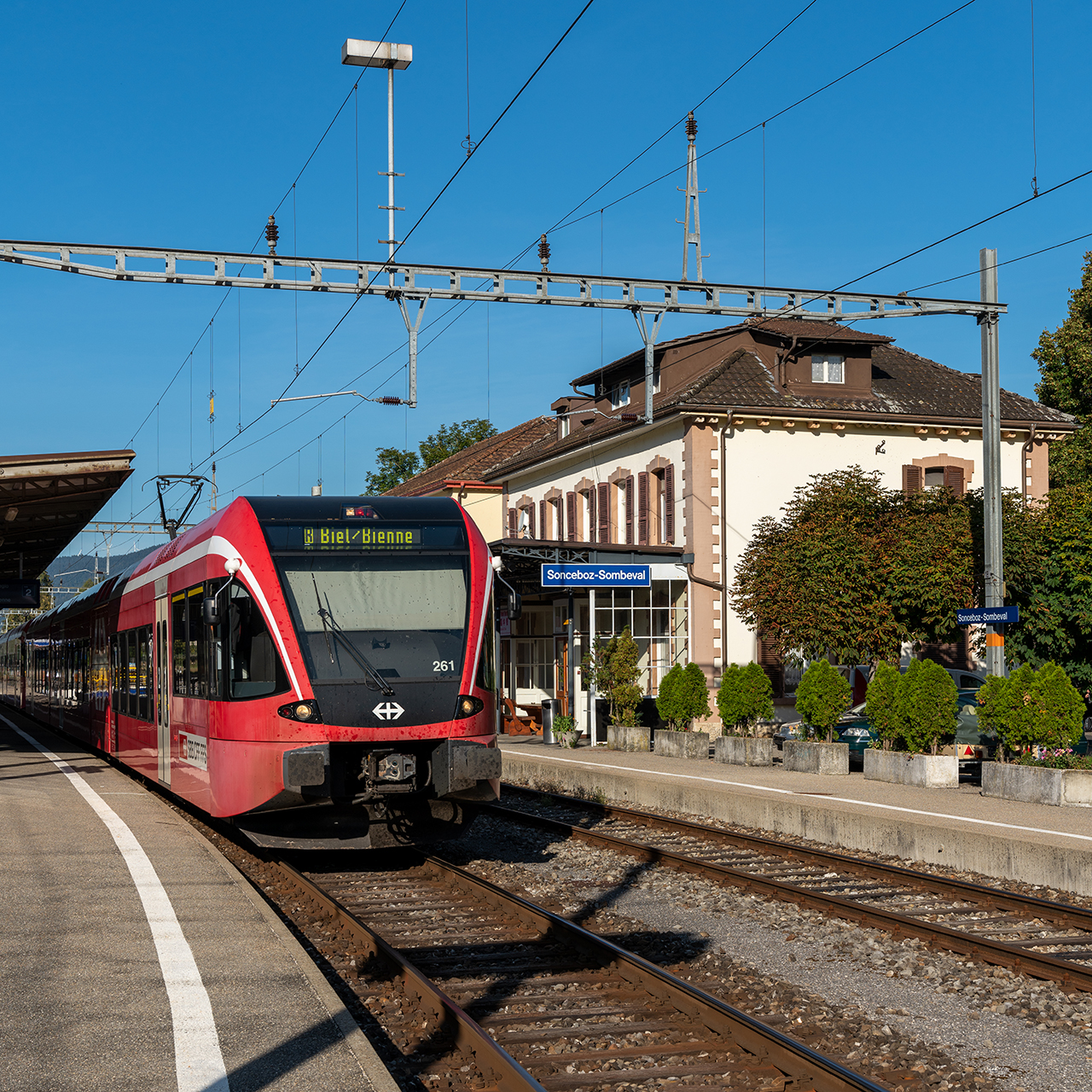
La stazione di Sonceboz-Sombeval

Sonceboz-Sombeval è servito dall'omonima stazione sulle ferrovie Bienne-La Chaux-de-Fonds e Sonceboz-Moutier.

## Amministrazione
Ogni famiglia originaria del luogo fa parte del cosiddetto comune patriziale e ha la responsabilità della manutenzione di ogni bene ricadente all'interno dei confini del comune.